# Régis de Laroullière
Régis de Laroullière est un haut fonctionnaire et financier français.

## Biographie

### Jeunesse et études
Régis de Laroullière effectue ses études à l'École normale supérieure de la rue d'Ulm (où il entre en 1972 par la voie mathématique), puis à l'École nationale d'administration (promotion Voltaire).

### Parcours professionnel
Il commence sa carrière comme haut fonctionnaire à la direction du Trésor en 1980, où il est nommé avec Dov Zerah. Il est ensuite nommé attaché financier auprès de l’ambassade de France à Washington, puis travaille pour l'Union des assurances de Paris (UAP).
En 2001, il devient directeur général du groupe de protection sociale paritaire et mutualiste Médéric,. Il engage le rapprochement avec le groupe Malakoff, fusionne les informatiques et la gestion d'actifs, et met en place le Groupement Paritaire de Prévoyance Malakoff-Humanis. En désaccord avec le Président du groupe sur certaines modalités du rapprochement, il remet son mandat entre les mains du conseil d'administration. Le conseil d'administration choisit alors Guillaume Sarkozy, ancien Vice-Président du MEDEF, pour le remplacer,. 
Administrateur du Monde jusqu'en 2008 il démissionne le 14 février 2008. Il est remplacé par son successeur chez Médéric, le frère du Président de La République Nicolas Sarkozy, Guillaume Sarkozy. Cette succession a entraîné des inquiétudes sur l'indépendance du quotidien français,
Il a animé de 2009 à 2018 comme directeur puis comme Délégué général la transformation de la profession des actuaires et sa préparation aux responsabilités issues des nouvelles réglementations prudentielles,. 

## Publications
Ouvrages :
- « Étude sur le marché des retraites », revue Risques, 1993
- Solidarité d’aujourd’hui, fraternité de demain, Cherche-Midi Editions, 2000
- C’est possible, voici comment, Institut de l’Entreprise, 2007
- Méthodes quantitatives appliquées à l’économie, Centre de Formation des Professions du Patrimoine (CFPP) Prépa ENA
- "Réussir une fusion" Editions Les Cahiers - 2006. Ouvrage collectif avec Pascale Portères, Jean Simonet, André Comte-Sponville, Francis Mer.